# Walter Hollstein (Fußballtrainer)
Walter Hollstein (* 30. Dezember 1899 in Gotha; † 15. April 1977 in Basel) war ein deutscher Fußballtrainer und Dipl. Sportlehrer.

## Leben
Nach seinem Abitur am Ernestinum in Gotha studierte Walter Hollstein Jura in München und Jena. In dieser Zeit war er auch aktiver Fußball- und Hockeyspieler.
Anschließend absolvierte er ein Studium der Sportwissenschaften an der Deutschen Hochschule für Leibesübungen in Berlin, welches er als Dipl. Sportlehrer abschloss.
Walter Hollstein war der Vater des Soziologen Walter Hollstein.

## Karriere

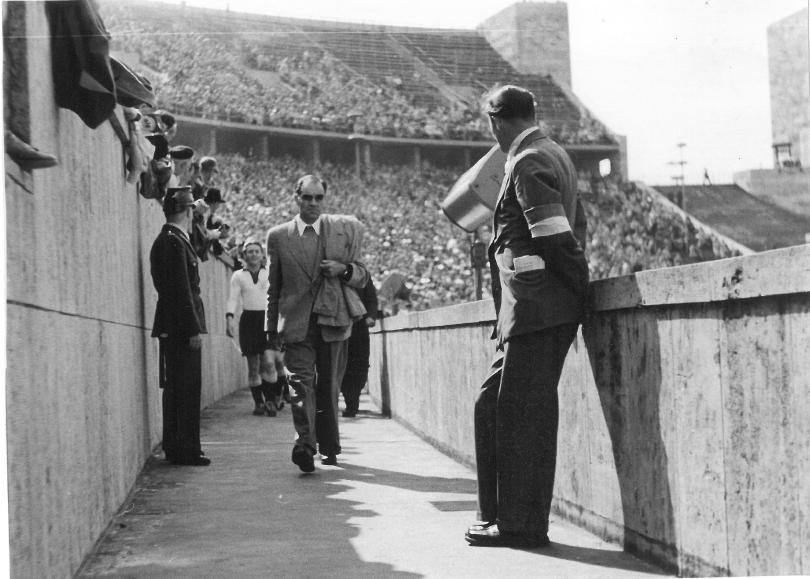
Walter Hollstein als VfL-Trainer beim Endrundenspiel um die deutsche Fußballmeisterschaft 1951/52 TeBe Berlin – VFL Osnabrück (2:1) in Berlin.

Hollsteins erstes Traineramt bekleidete er in der Saison 1927/28 bei Tennis Borussia Berlin, wo er u. a. Sepp Herberger trainierte. Möglicherweise führte das schwierige Verhältnis zwischen den beiden zum Ausscheiden aus dem Verein. 1929 wechselte er für drei Jahre zum Schweizer Erstligisten FC Nordstern Basel. Als der DFB 1936 einen Nachfolger für Reichstrainer Otto Nerz suchte, gab es zwei Kandidaten: Sepp Herberger und seinen Studienkollegen Walter Hollstein. Hollstein war aber seit April 1935 erfolgreicher Trainer von Werder Bremen und gewann bis 1937 in beiden Spielzeiten die Gauliga-Meisterschaft. 1938 übernahm er das Amt beim VfL Osnabrück, wo er bis 1944 blieb und gleich zu Beginn an seine Bremer Erfolge anknüpfen konnte. Bis heute ist die Osnabrücker „Gartlager Elf“ berühmt, die zweimal um die deutsche Meisterschaft spielte. Nach dem Krieg zog er als Sport-Dozent nach Frankfurt, um von 1945 bis 1949 an der dortigen Universität zu lehren. Außerdem betreute er bis 1947 die Mannschaft des FSV Frankfurt. 1948 trainierte er bis November den Oberliga-Aufsteiger 1. FC Rödelheim 02 und wechselte im Januar des darauffolgenden Jahres zur ebenfalls abstiegsbedrohten Eintracht Frankfurt, wo er den Klassenerhalt sichern konnte. Ein Jahr später, im Sommer 1950, trat er nach einem weiteren Beinahe-Abstieg zurück. Anschließend zog er nach Niedersachsen und wurde NFV-Verbandstrainer, Leiter der Sportschule Barsinghausen und Trainer der deutschen Fußballnationalmannschaft der Studenten. Im April 1952, zu Beginn der Meisterschafts-Endrunde, übernahm er bis 1954 ein zweites Mal das Traineramt beim VfL Osnabrück zusammen mit Harry Hemmo.

## Erfolge
Mit Tennis Borussia Berlin stellte Hollstein einen deutschen Erstliga-Rekord auf, indem die Mannschaft bis April 1928 in 18 Spielen nur einen Punkt abgab und ein Torverhältnis von 93:16 vorwies.
Mit Werder Bremen wurde er 1936 und 1937, mit dem VfL Osnabrück 1939 und 1940 Meister der Gauliga Niedersachsen und nahm daraufhin jeweils an den Endrunden zur deutschen Meisterschaft teil.

## Ehrungen
Walter Hollstein war Ehrenvorsitzender des Bundes Deutscher Fußball-Lehrer. Aus Protest gegen die zunehmende Kommerzialisierung des Fußballsports gab er seinen Titel zurück.

## Werke
Erziehung durch Fußball? in: Köhlers Illustrierter Fußballkalender. S. 53–61, Wilhelm Köhler Verlag, Minden, Westf. 1950.